# Kidula
Kidula est une localité de la République démocratique du Congo, située dans la province du Kongo central.